# 宋非我
宋非我（1916年9月22日—1992年），本名宋慶章（或宋獻章、宋憲章），又名宋集仁，曾用筆名藍波里（亦有寫成蘭波里者），是一位出生於臺灣臺北社子的新劇社會運動者。

## 生平概略

### 早年生活
1916年，宋非我出生於臺北廳士林支廳社仔區；他的父親宋式玉是社子地區的第一任保甲書記。後來，宋非我畢業於士林公學校高等科，並因在「義順株式會社」工作而對新劇產生極大興趣。
1933年，宋非我投入「臺灣新劇運動」並參加張維賢所主持的「民烽劇團」；在張維賢的鼓勵下，他在1934年以反串「瘦姑媽」一角演出於拉尤斯·比洛的作品《新郎》（Bridegroom）之中，並以此在臺北劇團協會主辦於艋舺榮座的「新劇祭」奪得最佳演技獎。

### 左翼反抗
1937年中国抗日战争爆發後，臺灣新劇界以「皇民化劇團」名義在行動上備受當局關照。1940年，宋非我在歐劍窗提供資金協助下招集演員組成「鐘聲劇團」，並掛上「皇民化劇團」旗幟四處巡迴演出；同年5月，宋非我進入日本大學綜合藝術科就讀，學習史坦尼斯拉夫斯基表演體系，並於築地小劇場實地觀摩當地左翼劇場。
後來，宋非我因父親過世返回臺灣，並持續投入鐘聲劇團的公演活動。
1941年，殖民當局因應時勢成立「皇民奉公會」的外圍團體「臺灣演劇協會」以對演藝活動進行管制；宋非我因此轉向投入廣播電台相關工作，以「放送劇」迂迴進行反日活動，也由此結識劇作家簡國賢並在放送劇上展開合作。

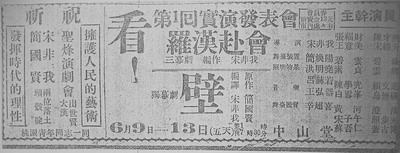
刊登於1946年6月8日《台灣新生報》上的演出廣告

1946年，宋非我與簡國賢組織「聖烽演劇研究會」並分別擔任會長和文藝部代表；當時，江金章醫師擔任副會長並負責支持劇團的財務，王井泉和張文環也參與掛名顧問。1946年6月9日，聖烽演劇研究會在中山堂演出獨幕劇《壁》和三幕劇《羅漢赴會》並引起熱烈反應；《壁》以臺語發音並露骨的諷刺國民黨政權在臺灣的各種醜惡嘴臉與蠻橫的統治手段，《羅漢赴會》則直接以當時警察局長與議員的姓名作為角色名稱並赤裸展現他們的言行不一。隨後，二劇皆遭禁演，簡國賢與宋非我也開始受到監視，聖烽演劇研究會因此解散。
此後，宋非我曾在中國廣播公司所轄電台編輯主持閩南語節目，並在二二八事件發生後因內容觸犯當局禁忌遭逮捕監禁於警備總部半年；隨後，他在保釋後以前往日本經商為理由離開臺灣。不久，簡國賢遭國民黨政權判刑槍斃。
宋非我在流亡日本期間持續研究閩南地區方言，並前往東京大學以旁聽生身份攻讀語言學。

### 前往中國大陸
1950年代初，中央人民廣播電台計畫成立“對台廣播部”（簡稱“台播部”）；在臧克家、歐陽予倩推薦之下，宋非我被中央人民廣播電台聘任為其台播部效力。
抵達中國大陆後，宋非我先後任職於北京中央人民廣播電台、上海華東人民廣播電台、福建人民廣播電台、廈門人民廣播電台；在任職於廈門期間，他長年致力於主持對臺播送之節目，並持續將“答嘴鼓”的語言藝術改良精進。
後來，宋非我在文化大革命之中遭受迫害並下放勞改；1979年，他終於獲得平反並隨後移居香港。
1987年10月，宋非我在戒嚴令解除後再度返回臺灣；但因他已將籍貫改為福建而無法申請在臺灣定居。1989年，宋非我將他一生的作品轉交給作家藍博洲，並再度前往香港，又轉進中國大陆，後於1992年逝世。

### 家庭
他在逃亡日本前即已於臺灣娶妻並育有一幼子宋我人（後成為一位電影演員，曾演出於《台北街頭》、《挑戰地獄島》等臺語電影）。

## 代表作品

### 舞台劇
- 《壁》
- 《羅漢赴會》

### 廣播作品
- 《生死交界》
- 《探祖家》
- 《新景緻》

#### 專題廣播
- 《夜遊淡水河》

### 選集
- 《蘭波里廣播選》（王岩平 編）[5]

## 語錄
- “在藍色波濤裡，有我的故鄉。”[5]

## 軼事
- 1943年，呂泉生在遇見宋非我後相談甚歡，並自宋非我處採集獲得臺灣民謠《丟丟銅仔》的歌詞及旋律。[11][12]

## 連結
- 宋非我（1916.9～1992）_福建省文史研究馆 （页面存档备份，存于）
- 宋非我-數位典藏與學習聯合目錄 （页面存档备份，存于）